# Аносова, Елена Александровна
Еле́на Алекса́ндровна Ано́сова (род. 14 августа 1983, Иркутск, РСФСР, СССР) — российский фотограф. Победитель конкурсов World Press Photo, Center Project, LensCulture, World.Report Award, Международный конкурс фотожурналистики имени Андрея Стенина. Член Союза фотохудожников России с 2013 года.

## Биография
Родилась в творческой семье — мать работает в симфоническом оркестре, отец, историк по образованию, занимается на досуге рисованием. Родители всячески поддерживали начинания Елены, отдав её на обучение в училище искусств и наняв частного педагога по скульптуре и рисунку. В 11 лет пережила тяжёлую травму ног и некоторое время провела в школе-интернате.
Oсновное образование — технология художественной обработки материалов. Живя в Москве, была совладельцем и арт-директором типографии. В 2013 году поступила в мастерскую документальной фотографии Валерия Нистратова в Московской Школе фотографии и мультимедиа имени Родченко.
В 2015 году выпустила фотокнигу Section, вошедшую в шорт-лист премии MACK First Book Award. Участница различных выставок.